# Pont Hong Kong-Zhuhai-Macao

Carte du pont-tunnel HZMB

Le pont Hong Kong-Zhuhai-Macao (chinois simplifié : 港珠澳大桥 ; chinois traditionnel : 港珠澳大橋 ; pinyin : Gǎngzhūào Dàqiáo, (en) Hong Kong – Zhuhai – Macao Bridge (HZMB)) est une série de ponts et de tunnels qui relient Zhuhai (Guangdong), Hong Kong et Macao en traversant le delta de la Rivière des Perles dans le sud de la Chine.
Sa construction a débuté le 15 décembre 2009, son inauguration officielle a eu lieu le 23 octobre 2018 et son ouverture au public le 24 octobre 2018,.

## Description
La dernière estimation en janvier 2018 des coûts de construction du projet d’une longueur totale de 55 kilomètres est de 120 milliards de yuans (18,4 milliards de dollars), selon le directeur financier de l’Autorité Hong Kong-Zhuhai-Macao HZMB, Su Yi.
Les infrastructures entre l'île de Lantau à Hong Kong et l'île artificielle de Zhuhai-Macao, comportent deux fois trois voies de circulation routière, quatre tunnels et quatre îles artificielles. 40 000 véhicules devraient utiliser le pont principal chaque jour, dont des navettes de bus qui circuleront toutes les dix minutes. Le pont a été conçu pour durer 120 ans. Sa superstructure en acier pèse 420 000 tonnes (soixante fois la masse de la tour Eiffel).
Le pont principal de 22,8 kilomètres traverse les eaux de Zhuhai au travers de trois ponts suspendus avec des piliers de 280 à 460 m, et de viaducs avec des piliers de 75 à 110 m. Les pylônes de maintien adoptent chacun une forme différente : nœud chinois, dauphin, voile.
Puis, un passage en tunnel sous-marin mène jusqu’aux abords de l'île de Lantau. Deux îles artificielles assurent la jonction des extrémités est et ouest du tunnel de 6,7 kilomètres. La section sous-marine permet de laisser libres d'infrastructures les couloirs maritimes majeurs de l'estuaire de la Rivière des Perles et les couloirs aériens de l'aéroport international de Hong Kong.
Le tracé longe ensuite l'île de Lantau sur 12 km.
Ce projet crée deux points de passages supplémentaires aux frontières entre la Chine continentale, Macao et Hong Kong :
- deux embranchements au départ de Zhuhai ou de Macao, amènent sur une île artificielle pour le contrôle immigration et douane dans les infrastructures ZMBCF ;
- au départ de Lantau, le contrôle de l'immigration et de la douane se fait dans les infrastructures HKBCF sur l'île artificielle construite à l'est de l'aéroport de Hong Kong[12].

Ce pont permet d'effectuer en 45 minutes en voiture ou en navette de bus, un trajet qui dure 70 minutes en ferry entre Zhuhai et Hong Kong, ou environ trois heures par voie routière.
Les études préliminaires ont exclu l'ajout de voies ferrées principalement pour des raisons techniques et de rentabilité :
- les voies ferrées à grande vitesse ou pour le fret nécessitent des pentes inférieures à 2 %, alors que le projet de pont-tunnel nécessitait des pentes de 3 % ;
- les coûts d'infrastructure ferroviaires n'étaient pas rentabilisés par les revenus des billets et diminuaient la rentabilité de la partie routière.

Le pont principal est prolongé au nord de Lantau par un tunnel sous-marin deux fois deux voies de 4,2 km vers Tuen Mun (plus 1,2 km pour les accès), puis par un pont suspendu vers Shenzhen, créant ainsi une voie terrestre plus courte entre Zhuhai/Macao et Shenzhen.

## Histoire

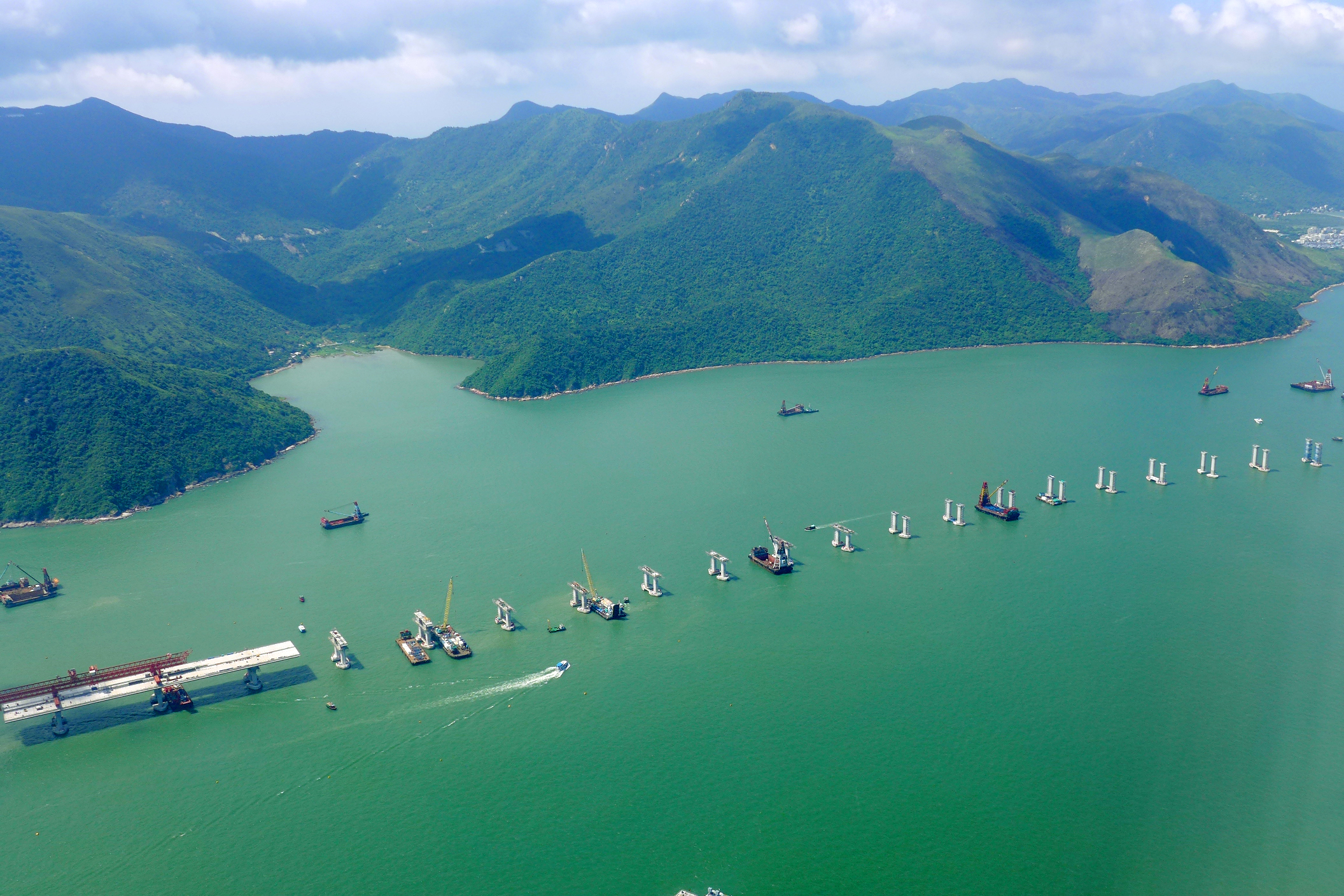
Hong Kong section en construction en 2015 au large de la côte de Lantau Island.

Un premier projet de pont, nommé « Lingdingyang » (伶仃洋大桥, Língdīngyáng dàqiáo ; cantonais Yale : ling4 ding1 yeung4 daai6 kiu4) a été proposé par l'ancienne mairie de la préfecture de Zhuhai, dans la fin des années 1980, pour relier Zhuhai et Hong Kong en traversant l'estuaire de la rivière des Perles via l'île de Qi'ao (située sur la préfecture de Zhuhai) et Tuen Mun.
Les travaux préliminaires relient déjà Zhuhai à l'île de Qi'ao. La proposition a ensuite été abandonnée pour une proposition ultérieure de Pont « Hong Kong-Zhuhai-Macao » (港珠澳大桥, gǎng-zhū-ào dàqiáo).

## Construction et mise en service du pont
La construction débute le 15 décembre 2009. La partie du projet à Hong Kong rencontre des difficultés à la suite du déplacement de 3,5 m de l'île artificielle devant recevoir le poste frontière.
En novembre 2012, le groupe Bouygues Construction (filiale Dragages) remporte, en partenariat avec China Harbor, le contrat de construction du tronçon d'une 2×3 voies de 9,4 km au-dessus des eaux profondes à l'ouest de Hong Kong.
En septembre 2016, la connexion de toutes les structures du pont principal est achevée.
Le 7 juillet 2017, une cérémonie est célébrée pour annoncer l’achèvement de la structure principale du pont-tunnel.
Le pont est finalement inauguré le 23 octobre 2018 par le président de la République populaire de Chine. Le 24 octobre 2018, la structure est ouverte au public,.
Début juin 2019, le pont a dépassé les 10 millions de passagers avec un flux moyen journalier de plus de 40 000 passagers.

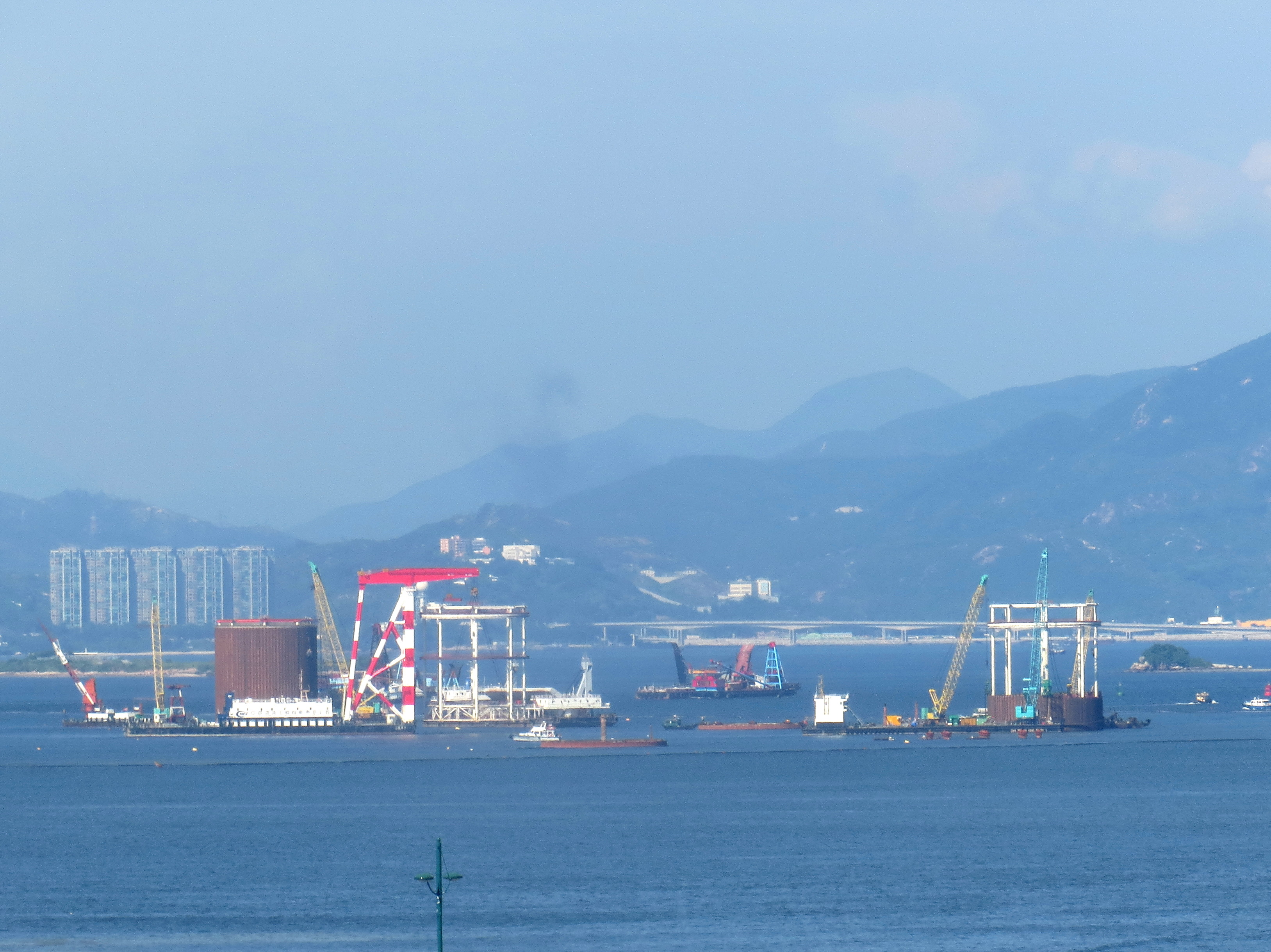
Création de l'ile artificielle pour le bâtiment des Hong Kong Boundary Crossing Facilities (travaux en cours en octobre 2012).
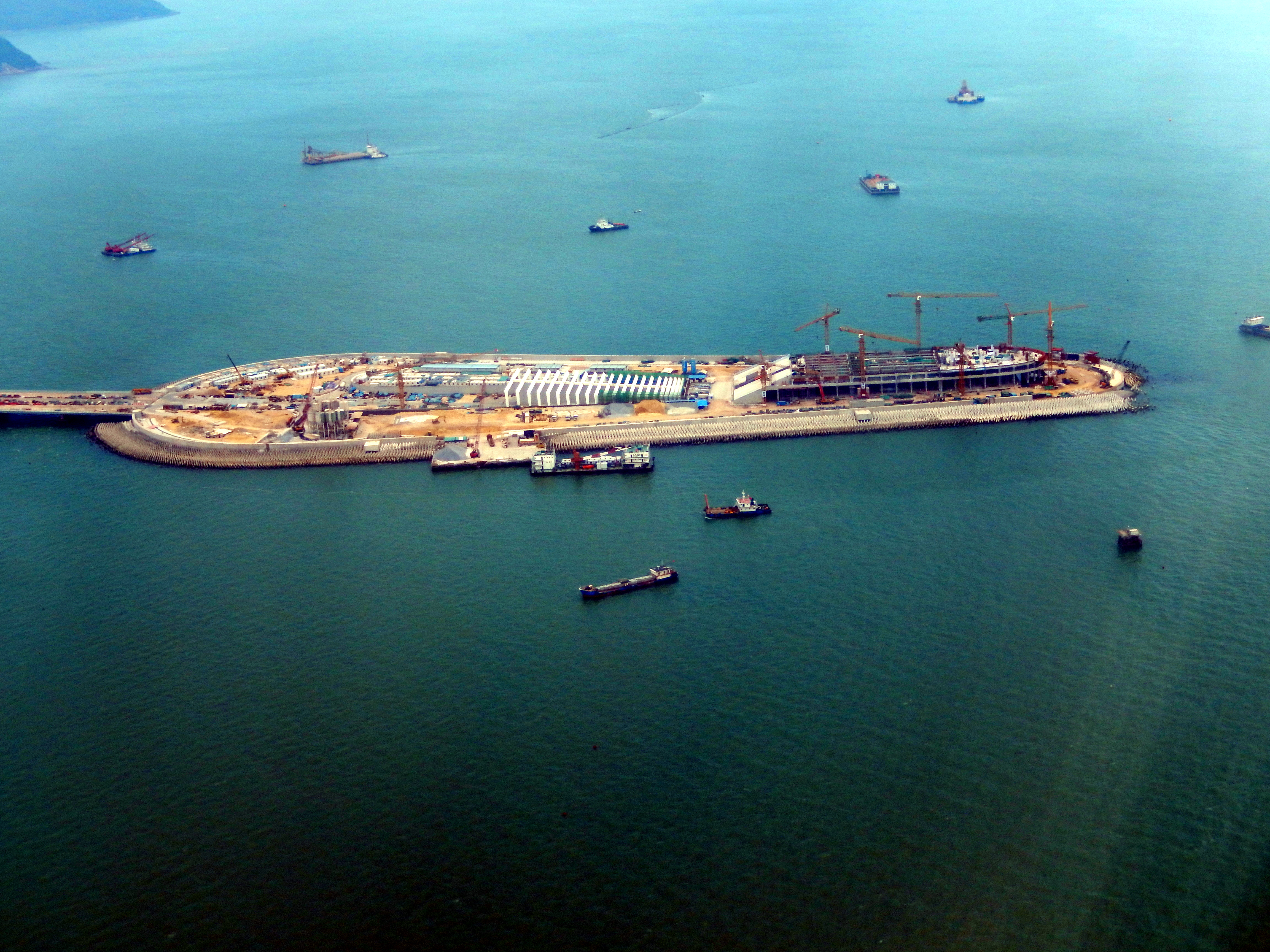
L'île artificielle orientale au mois de mai 2017.
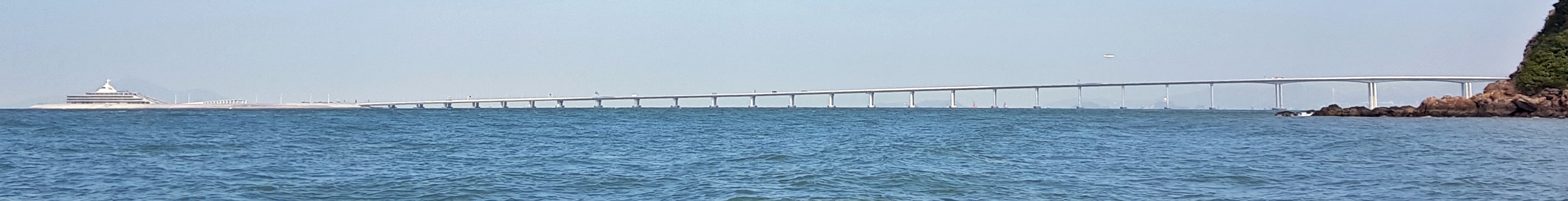
Section du pont proche de HK terminée (novembre 2018).

## Controverse
Côté Hong-Kong, la construction n'a démarré qu'en décembre 2011. Elle a été retardée d'un an par les recours devant le tribunal hongkongais concernant l'impact environnemental.
Principaux arguments avancés par le WWF :
- modification du régime hydrodynamique de l'estuaire ;
- accélération de la réalisation (pour respecter les délais), comme source de dégradation ;
- incompatibilité des normes environnementales ;
- pollution sonore dès la construction, puis du trafic ;
- destruction ou détérioration de sites archéologiques, dans certains villages ;
- érosion, sédimentation ;
- pollution entraînant la prolifération d'algues ;
- destruction de la mangrove et de la faune y vivant.

## Transports
Le pont est desservi depuis Hong Kong par les lignes de bus A11, A17, A21, A22, A23 et A29 de Citybus, ainsi que par les lignes A31, A33X, A35, A36 et A41 de Long Win Bus. Additionnellement, le pont est accessible depuis l'aéroport international de Hong Kong (navette B4) et les stations de métro Sunny Bay (navette B5) et Tung Chung (navette B6).
Le port de Zhuhai est desservi par les lignes de bus 3, 12, 23, 25 et L1, ainsi que par les navettes des lignes Gongbei, Nanping, Shangchong, Hengqin Changlong, Stadium Center et Imperial Hot Spring. Depuis Macao, le port peut être atteint via les lignes de bus 101X, 102X et M172.
Deux lignes de navettes (Hong Kong/Zhuhai et Hong Kong/Macao) sont mises à disposition pour traverser le pont. Des services transfrontaliers de location de voiture sont également offerts.